# Обезьянья тюрьма
Обезьянья тюрьма — место заключения для обезьян, представляющих опасность для людей. Такие тюрьмы существуют, например, в зоопарке «Deer Park» в городе Патиала (штат Пенджаб, Индия) и на острове Хайнань (Китай).

## Описание
В Индии обезьяны считаются священными. По всей стране работают тысячи храмов обезьяноподобного божества, героя индийского эпоса Ханумана, где люди кормят обезьян в надежде заручиться поддержкой Ханумана.
Однако поведение самих обезьян иногда представляет серьёзную проблему для окружающих. Порой они нападают на людей, кусают их, портят имущество. Отмечены случаи, когда обезьяны нарушали работу правительственных органов. Однажды они ворвались в штаб-квартиру индийских ВВС, где прыгали по подоконникам и катались на лифтах. Известны случаи убийства детей обезьянами.
В качестве средств борьбы с обезьянами пытались запретить людям кормить их или кормить пищей, в которую подмешаны противозачаточные средства, вывозить подальше в лес, распугивать громкой музыкой. Однако все эти меры оказались безрезультатными.
В 1996 году в городе Патиала для обезьян была открыта тюрьма. Первый «заключённый» этой тюрьмы был «арестован» за нападение на людей. Чтобы поймать обезьян используют ловушки или стреляют в них транквилизаторами. «Досрочное» или «условное» освобождение в тюрьме не предусмотрены. В 2004 году в этой тюрьме находились десять обезьян.
Индийские защитники животных возмущаются условиями содержания заключённых. Кроме того, по их словам, в опасном поведении обезьян зачастую виновны люди: преступники учат обезьян воровать, водители учат их охранять свои машины, самодеятельные дрессировщики зарабатывают деньги используя их в качестве артистов, приручённых обезьян порой выбрасывают на улицу.